# Västerbottningen
Västerbottningen, endagars nyhetstidning, grundad 1979 med utgivningsort Umeå. Västerbottningens huvudsakliga nyhetsområde täcker Nordmaling, Bjurholm, Vindeln och Vännäs samt Umeås landsbygd, med redaktioner i Nordmaling, Vännäs och Vindeln. Upplaga 2014: 3200
Västerbottningens affärsidé är "Västerbottningen ska lyfta principiella frågor, nyheter, trender och goda exempel som rör utvecklingen på landsbygd och mindre orter i Västerbottens län."
Tidningens ambition är: "Tidningen ska vara angelägen för alla som bor och verkar på landsbygden liksom hålla drömmen vid liv för alla som vill flytta dit. Den ska vara en regional nyhetstidning och bidra till identitet, dialog och utveckling för människor och företag i Västerbottningens spridningsområde. Tidningen bidrar till att hävda och utveckla landsbygden."
Västerbottningen ägs av Tidningar i Norr AB, som också ger ut Nordsverige, (Ångermanland), Västerbottens Mellanbygd (Burträsk, Lövånger, Robertsfors, Bygdeå) och Lokaltidningen (Sorsele, Storuman, Vilhelmina, Åsele, Dorotea och Lycksele).